# Новоострівна
Новоострівна́ (рос. Новоостровная) — присілок у складі Туринського міського округу Свердловської області.
Населення — 2 особи (2010, 5 у 2002).
Національний склад населення станом на 2002 рік: росіяни — 80 %.